# Wenceslas Pantaleon Kirwitzer
Wenceslas Pantaleon Kirwitzer (en chino: 祁維材, Qi Weicai; Kadaň, Chomutov; 1588-Macao, 22 de mayo de 1626) fue un misionero católico jesuita, matemático y astrónomo bohemio.

## Vida
Siguió los cursos normales de estudios: filosofía (1608-1610) y teología (1613-1616) en Graz, con un intervalo de docencia de humanidades en Praga. Dos de sus cartas pidiendo ir a las misiones de la India se conservan en los archivos romanos de la Compañía de Jesús; la tercera (25 de enero de 1616) al Prepósito General Mucio Vitelleschi es expresión de su agradecimiento por concedérsele el destino tan largamente esperado. El 16 de abril de 1618, zarpó de Lisboa con un grupo de veintidós misioneros, dirigidos por Nicolas Trigault. Llegaron a Macao el 15 de julio de 1619. Kirwitzer se quedó en Macao y sus alrededores, dedicado a la pastoral, pero hallando también tiempo para observaciones astronómicas. Escribió cartas informativas y comunicaciones anuales, en nombre propio o por encargo de los superiores. Fue el primer jesuita bohemio en ir a ultramar como misionero.

## Obras
- Observationes cometarum an. 1618 factæ in India Orientali a quisbudam S.J. mathematicis in Sinense regnum navigantibus (Aschaffenburg, 1620).
- Litteræ de martyrio P. Joan. Bapt. Machado S.1., qui anno 1617 in Japonia passus est (Amberes, 1622).